# Podhradie (Trenčín)
Podhradie (in ungherese Keselőkő) è un comune della Slovacchia facente parte del distretto di Prievidza, nella regione di Trenčín.